# Cleomenini
Los cleomeninos (Cleomenini) son una  tribu de coleópteros polífagos crisomeloideos de la familia Cerambycidae.

## Géneros
Tiene los siguientes géneros:
- Apiogaster Perroud, 1825
- Artimpaza Thomson, 1864
- Brachysarthron Thomson, 1864
- Camelocerambyx Pic, 1922
- Cleomenes Thomson, 1864
- Dere White, 1855
- Eodalis Pascoe, 1869
- Epianthe Pascoe, 1866
- Eucilmus Fairmaire, 1901
- Fehmii Özdikmen, 2006
- Hexarrhopala Gahan, 1890
- Kurarua Gressitt, 1936
- Mydasta Pascoe, 1866
- Nida Pascoe, 1869
- Nidella Gressitt & Rondon, 1970
- Ochimus Thomson, 1860
- Paramimistena Fisher, 1940
- Procleomenes Gressitt & Rondon, 1970
- Sophron Newman, 1842
- Zoocosmius Fåhraeus, 1872
- Zosterius Thomson, 1864